# Rectisura brachycephala
Rectisura brachycephala là một loài chân đều trong họ Munnopsidae. Loài này được Birstein miêu tả khoa học năm 1957.